# Bystre Stawy

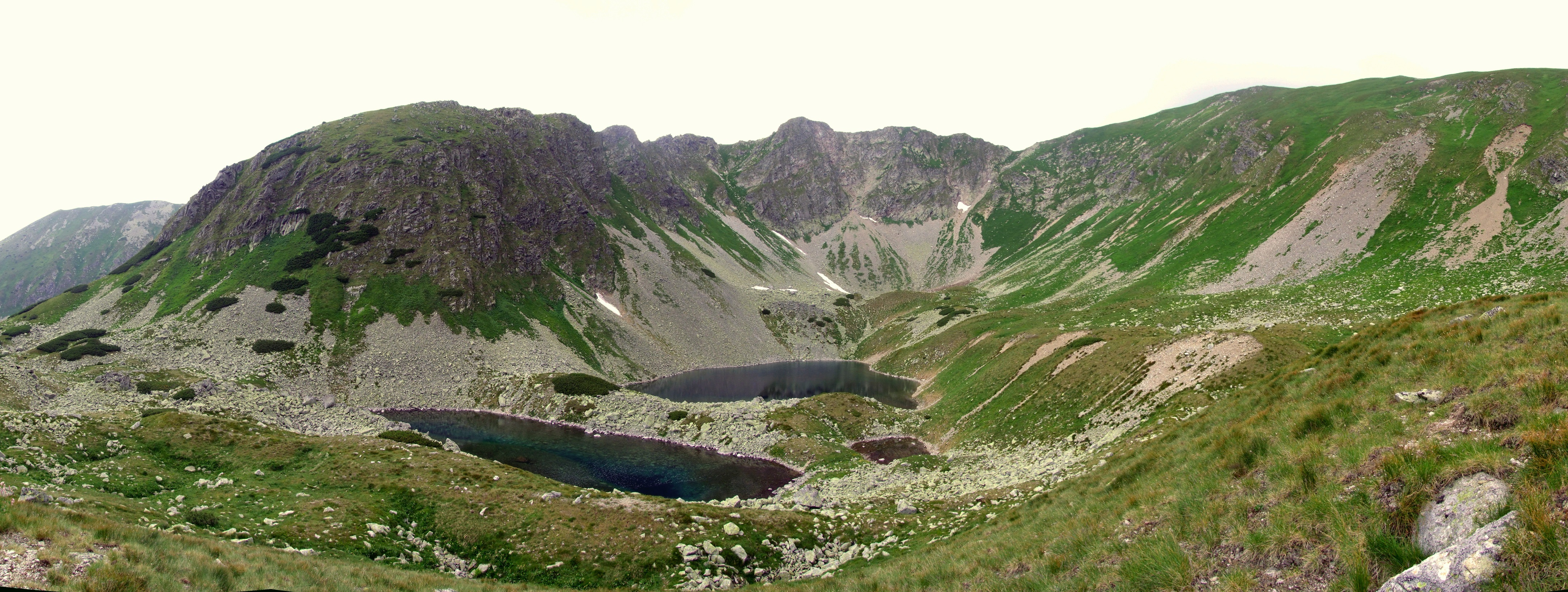
Bystre Stawy

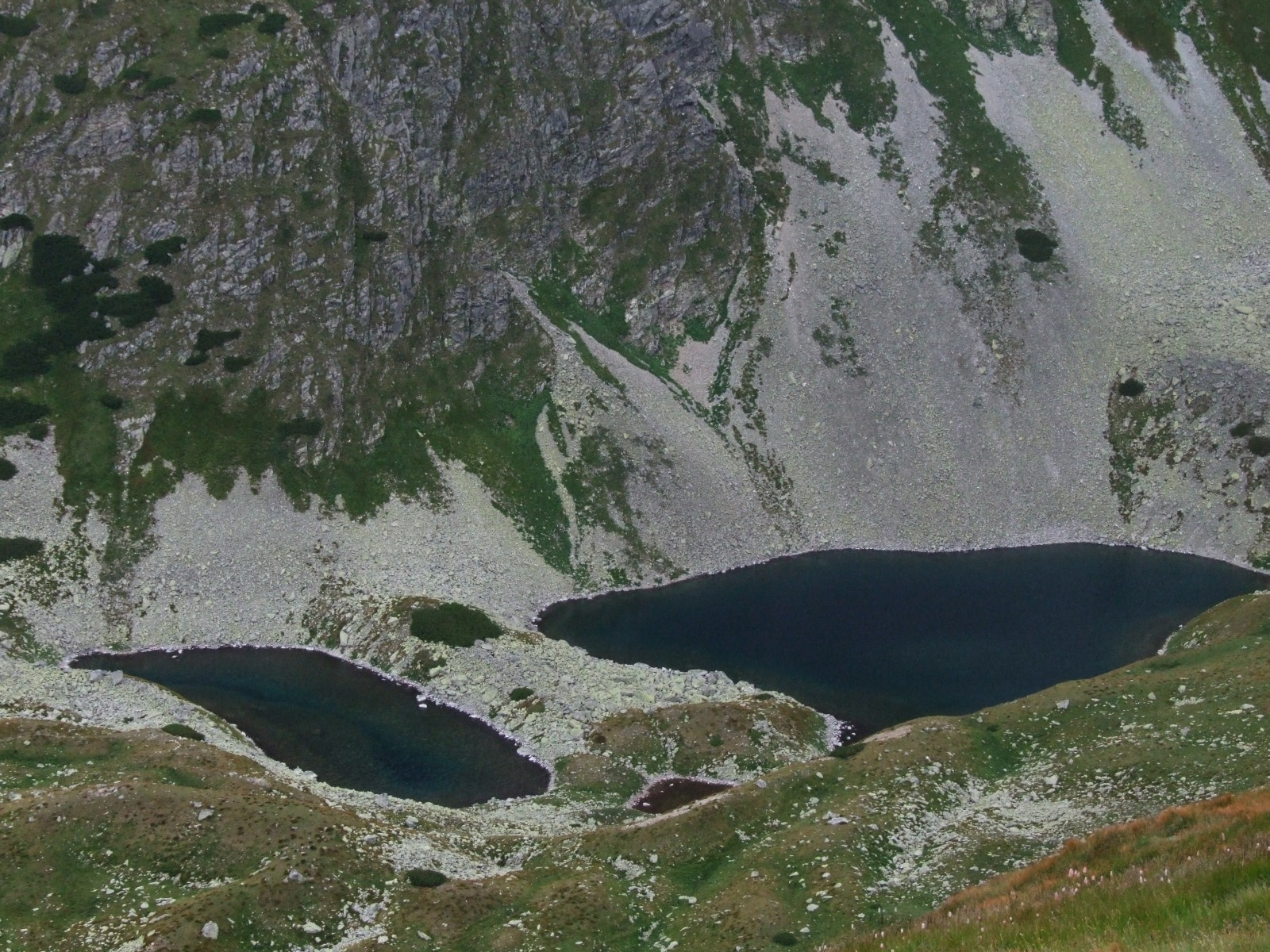
Nowe Stawy

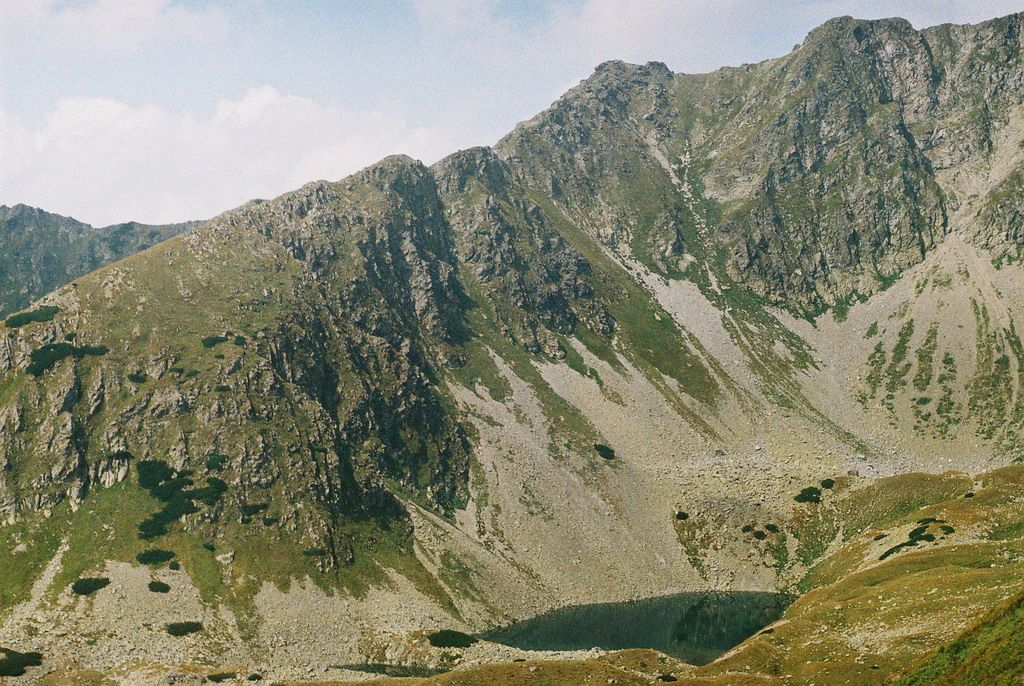
Długi i Wielki Staw Bystry

Bystre Stawy (słow. Bystré plesá) – grupa 5 stawów w Dolinie Bystrej w słowackich Tatrach Zachodnich. Znajdują się one w najwyższej części tej doliny, w dwu jej polodowcowych kotlinach pod granią główną. Kotliny te oddzielone są od siebie dużą grzędą Garbate (słow. Hrbáč) wychodzącą z Małej Bystrej. W zachodniej kotlinie zwanej Suchym Zadkiem znajduje się 1 staw – Anusine Oczko, położony tuż przy samym zboczu Zadniej Kopy, w gruzowisku dużych głazów za wałem morenowym. Staw ten jest niewidoczny z żadnego miejsca szlaku turystycznego prowadzącego dnem Doliny Bystrej. W kotlinie wschodniej, pod zboczami Garbatego i Bystrej znajdują się 3 stawy, które dawniej nazywano Nowymi Stawami:
- Wielki Staw Bystry – największy, położony najbardziej na północ. Głębokość 12,7 m
- Długi Staw Bystry – położony najbardziej na południe. Głębokość 5 m
- Mały Staw Bystry – nieduże oczko wodne pomiędzy Wielkim i Długim Stawem. Głębokość 0,7 m.

Otoczenie tych stawów to zwałowiska dużych granitowych głazów i rzadkie kępy kosodrzewiny. Nie leżą one przy szlaku turystycznym i nie są widoczne z dna Doliny Bystrej, a dopiero z pewnej wysokości zachodnich zboczy wschodniej grani Bystrej.
Najniżej znajduje się Niżni Staw Bystry, położony tuż przy żółtym szlaku wiodącym dnem doliny. Wypływa z niego potok Bystra. Staw ten często wysycha. Ponadto w Dolinie Bystrej występuje jeszcze kilka niedużych, często wysychających oczek wodnych.
Stawy były badane przez Jerzego Młodziejowskiego w latach 1931–1935. W latach 1962–1967 zostały powtórnie pomierzone przez pracowników TANAP-u.

## Szlaki turystyczne
– żółty od Tatrzańskiej Drogi Młodości w miejscowości Przybylina przez Dolinę Bystrą na szczyt Bystrej. Czas przejścia: 4 h, ↓ 3 h.